# Episodi di Skippy il canguro (prima stagione)
La prima stagione della serie televisiva Skippy il canguro è stata trasmessa in anteprima in Australia dalla Nine Network.
| nº | Titolo originale        | Titolo italiano                 | Prima TV Australia | Prima TV Italia |
| -- | ----------------------- | ------------------------------- | ------------------ | --------------- |
| 0  | Man from Space          |                                 | 1º marzo 1968      |                 |
| 1  | Poachers                |                                 | 15 settembre 1970  |                 |
| 2  | Sports Car Rally        |                                 | 26 marzo 1970      |                 |
| 3  | The Golden Reef         | La scogliera dorata             | 26 luglio 1968     |                 |
| 4  | Long Way Home           |                                 | 5 febbraio 1968    |                 |
| 5  | Cage of Koalas          | Le gabbie per i Koala           | 1º gennaio 1970    |                 |
| 6  | The Lyre Bird           |                                 | 22 gennaio 1970    |                 |
| 7  | Dead or Alive           | Vivo o morto                    | 22 aprile 1968     |                 |
| 8  | The Marine Biologist    | Il biologo marino               | 5 febbraio 1973    |                 |
| 9  | No Time for Clancy      | Non è l'ora per Minnie          | 26 febbraio 1968   |                 |
| 10 | Time and Tide           |                                 | 11 marzo 1968      |                 |
| 11 | Can You Keep a Secret?  | Tenere un segreto               | 13 maggio 1968     |                 |
| 12 | The Swagman             | Il vagabondo                    | 10 giugno 1968     |                 |
| 13 | The Honeymooners        | La luna di miele                | 5 agosto 1968      |                 |
| 14 | Many Happy Returns      | Tanti auguri                    | 1º marzo 1968      |                 |
| 15 | My Best Friend          | Il concorso                     | 12 agosto 1968     |                 |
| 16 | When the Bough Breaks   | Istinto materno                 | 8 luglio 1968      |                 |
| 17 | The Waratah Festival    | Il festival di Waratah          | 14 ottobre 1968    |                 |
| 18 | Summer Storm            | Temporale estivo                | 15 aprile 1968     |                 |
| 19 | The Rustlers            | Ladri di bestiame               | 18 marzo 1968      |                 |
| 20 | Double Trouble          | Il sosia                        | 8 aprile 1968      |                 |
| 21 | Trapped                 | La trappola                     | 1º aprile 1968     |                 |
| 22 | They're Singing Me Back | Il richiamo                     | 22 luglio 1968     |                 |
| 23 | Tara (Part 1)           |                                 | 12 marzo 1970      |                 |
| 24 | Tara (Part 2)           |                                 | 27 maggio 1968     |                 |
| 25 | Surf King               |                                 | 28 ottobre 1968    |                 |
| 26 | The Runaway             | Il fuggiasco                    | 24 giugno 1968     |                 |
| 27 | The Last Chance         | La diva                         | 26 agosto 1968     |                 |
| 28 | No Trespassers          | Il campione                     | 19 agosto 1968     |                 |
| 29 | Mayday (Part 1)         | Chiamata di soccorso (I parte)  | 2 settembre 1968   |                 |
| 30 | Mayday (Part 2)         | Chiamata di soccorso (II parte) | 9 settembre 1968   |                 |
| 31 | Date in Dalmar          | Appuntamento a Dalmar           | 16 settembre 1968  |                 |
| 32 | The Empty Chair         | La sedia vuota                  | 15 luglio 1968     |                 |
| 33 | Ten Little Visitors     |                                 | 7 ottobre 1968     |                 |
| 34 | Aunt Evelyn             |                                 | 21 ottobre 1968    |                 |
| 35 | The Bushrangers         |                                 | 17 giugno 1968     |                 |
| 37 | Be Our Guest            | Una visita inattesa             | 25 marzo 1968      |                 |
| 38 | The Long Night          |                                 | 30 settembre 1968  |                 |
| 39 | View Matt               |                                 | 23 settembre 1968  |                 |